# Leptogenys castanea
Leptogenys castanea är en myrart som först beskrevs av Mayr 1862.  Leptogenys castanea ingår i släktet Leptogenys och familjen myror. Inga underarter finns listade i Catalogue of Life.

## Bildgalleri

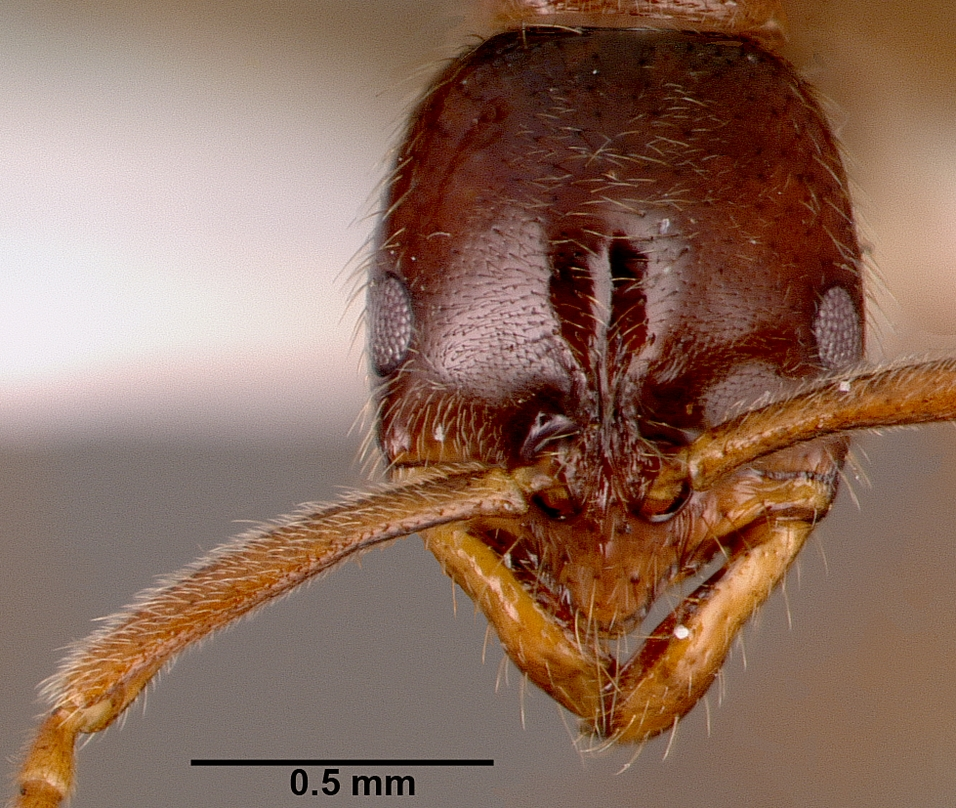
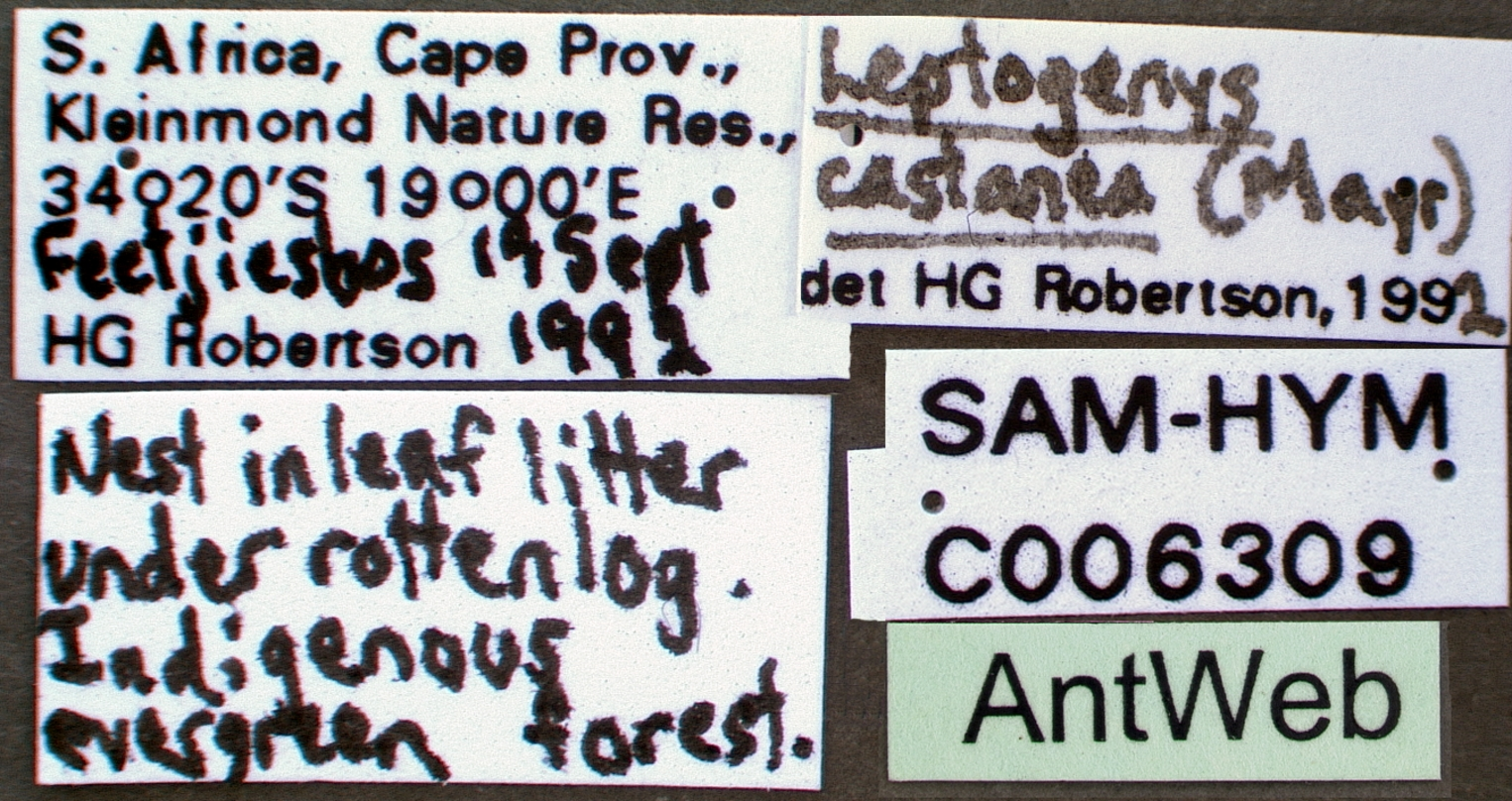
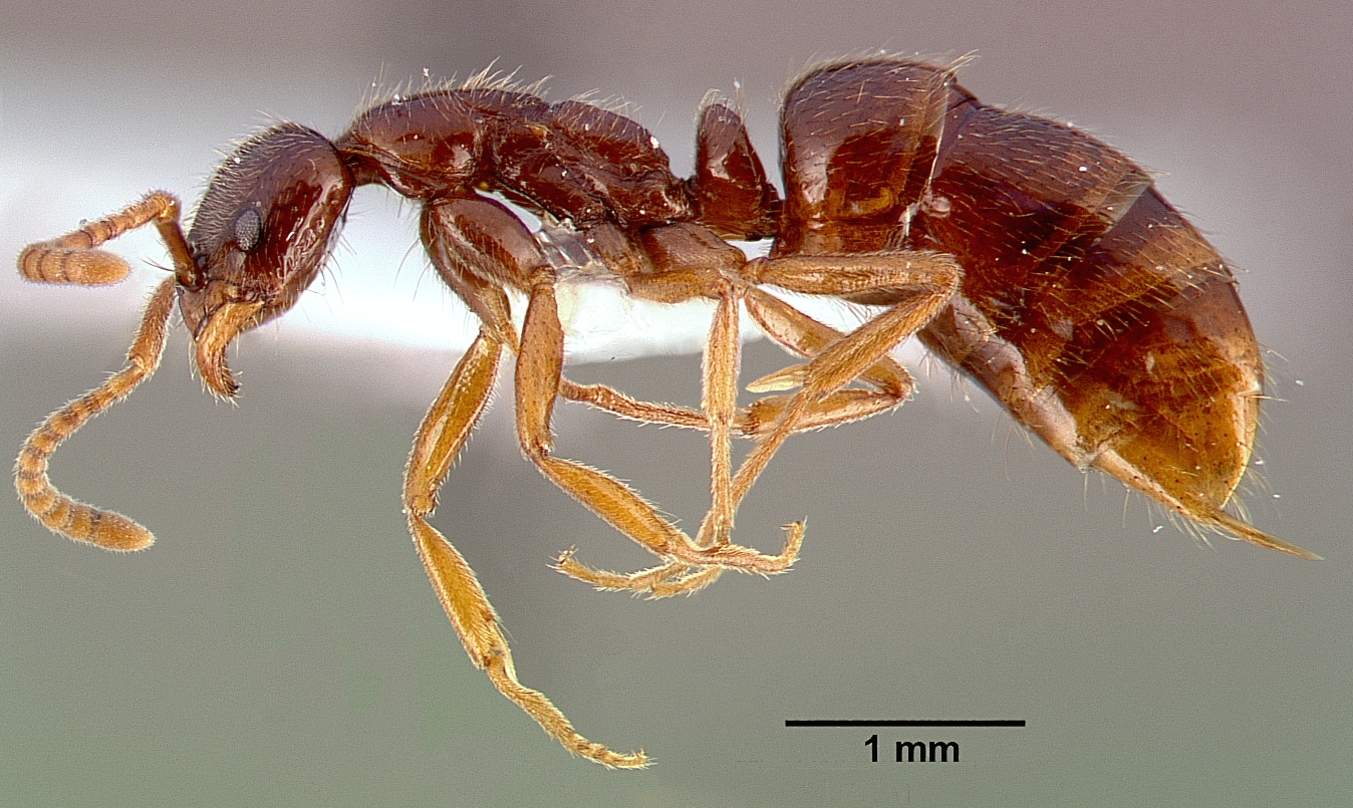
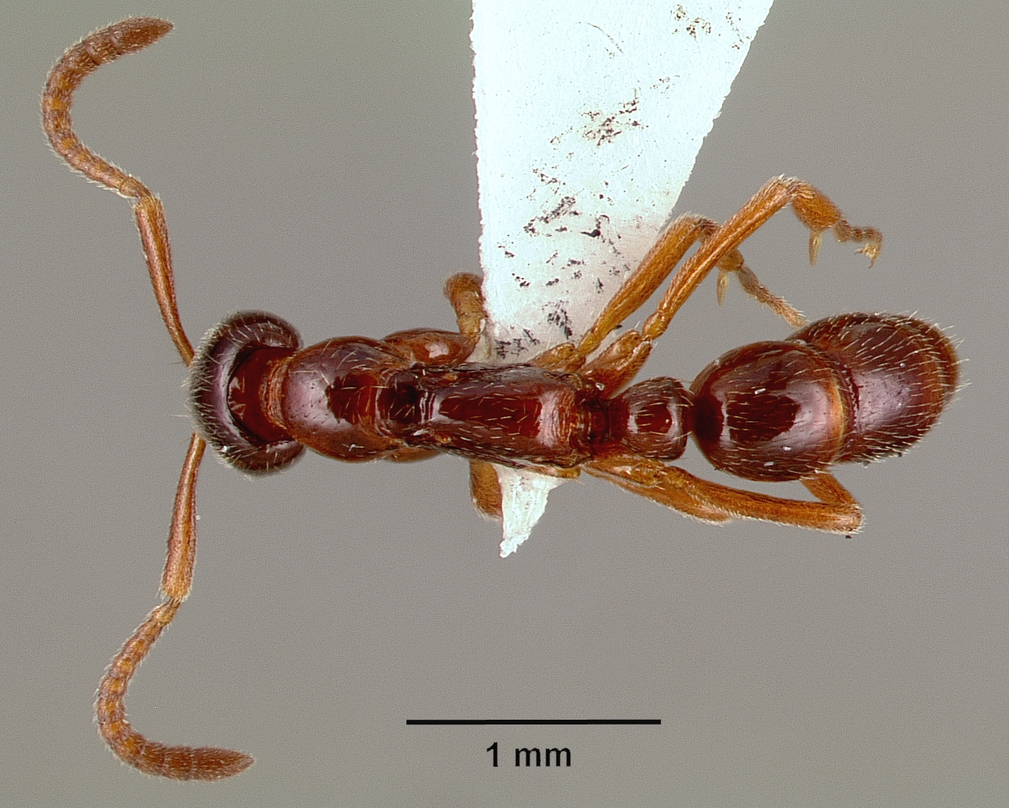
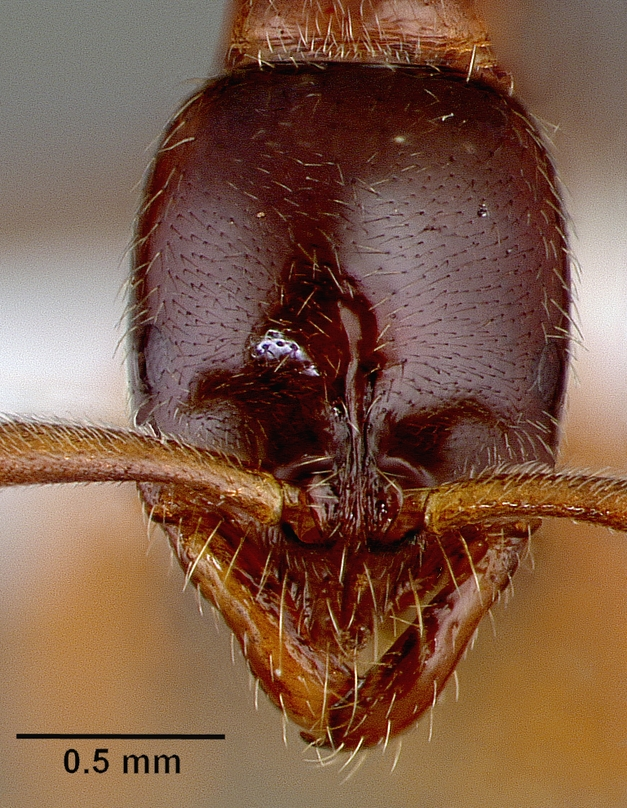
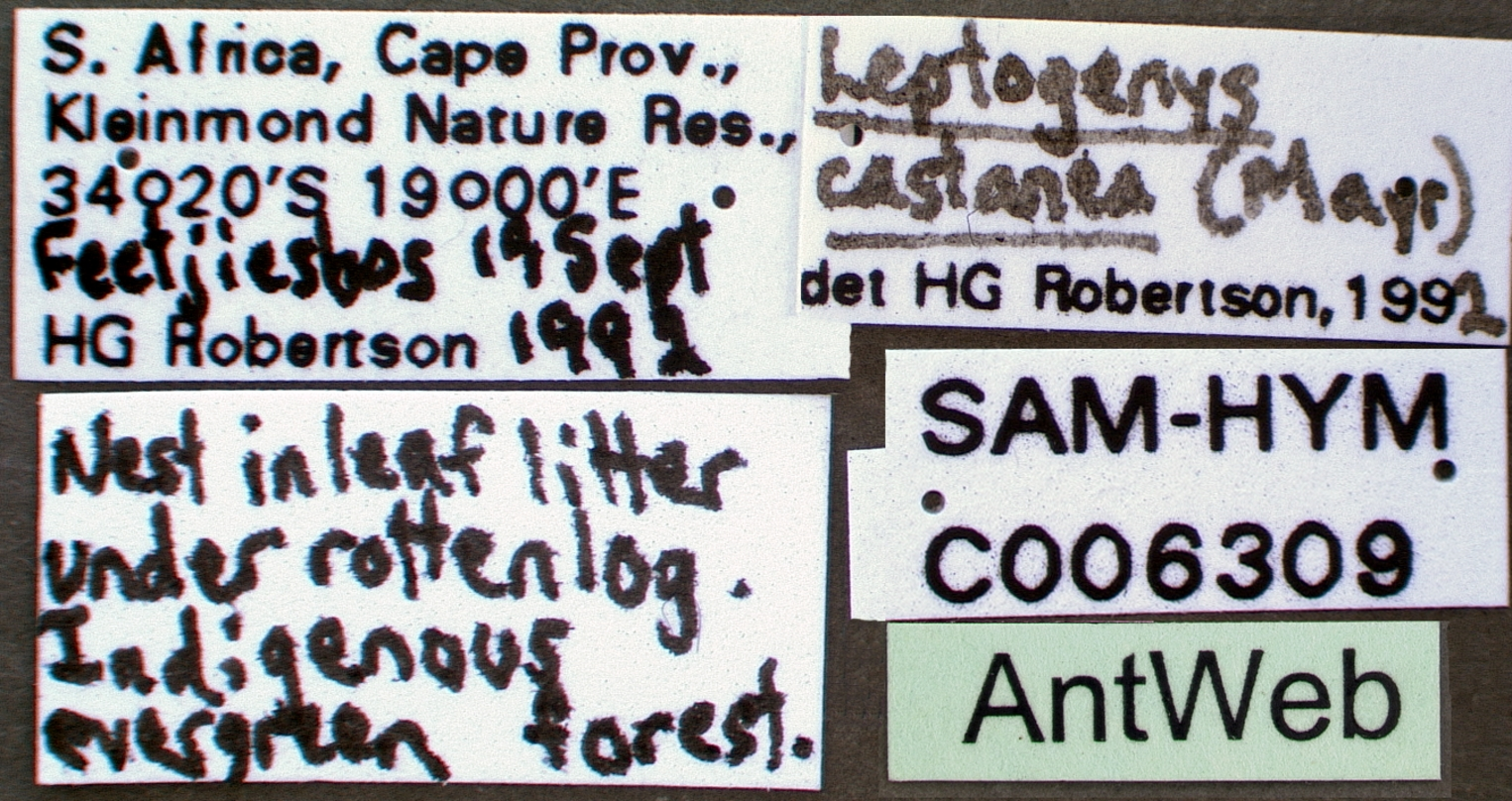